# Michael Nyman
Michael Laurence Nyman, CBE (23 de Março de 1944) é um compositor minimalista, pianista e musicologista britânico. 

## Biografia
Nyman estudou composição no RAM (Royal Academy of Music), em Londres.
Nyman já fez muitos trabalhos, mas foram as suas trilhas sonoras em filmes que o tornaram mais conhecido. Ele também faz trabalhos para séries de televisão e video-games.

## Músicas para filmes, televisão e video-games
- 5 Postcards from Capital Cities (1967)
- Goole by Numbers (1976)
- Keep It Up Downstairs (1976)
- Tom Phillips (1977)
- A Walk Through H: The Reincarnation of an Ornithologist (1978)
- Vertical Features Remake (1978)
- 1-100 (1978)
- The Falls (1980)
- Act of God (1980)
- Terence Conran (1981)
- The Draughtsman's Contract (1982)
- Brimstone & Treacle (1982) (colaboração: Sting)
- Nelly's Version (1983)
- The Coastline (1983)
- Making a Splash (1984)
- The Cold Room (1984)
- Fairly Secret Army (1984)
- A Zed & Two Noughts (1985)
- The Kiss (1985)
- Inside Rooms: 26 Bathrooms, London & Oxfordshire, 1985 (1985)
- L'Ange frénétique (1985)
- Ballet mécanique (1986)
- I'll Stake My Cremona to a Jew's Trump (1986)
- The Disputation (1986)
- Le Miraculé (1987)
- The Man Who Mistook His Wife for a Hat (1987)
- Fear of Drowning (1988)
- Death in the Seine (1988)
- Drowning by Numbers (1988)
- Out of the Ruins (1989)
- Hubert Bals Handshake (1989)
- Monsieur Hire (1989)
- The Cook, the Thief, His Wife & Her Lover (1989)
- Men of Steel (1990)
- Les Enfants volants (1990)
- The Hairdresser's Husband (1990)
- Ich war ein glücklicher Mensch (1991)
- Prospero's Books (1991)
- Not Mozart: Letters, Riddles and Writs (1991)
- The Fall of Icarus (1992)
- The Final Score (1992)
- The Piano (1993)
- Mesmer (1994)
- À la folie (1994)
- The Diary of Anne Frank (1995)
- Carrington (1995)
- The Ogre (1996)
- Enemy Zero (1996)
- Anzar (1997)
- Gattaca (1997)
- Titch (1998)
- Practical Magic (1998)
- Ravenous (1999) (colaboração: Damon Albarn)
- Wonderland (1999)
- Nabbie's Love (1999)
- The End of the Affair (1999)
- Act Without Words I (2000)
- The Claim (2000)
- Man with a Movie Camera (2001)
- Subterrain (2001)
- Haute fidélité (2001)
- 24 Hours in the Life of a Woman (2001)
- The Actors (2003)
- Nathalie... (2003)
- Luminal (2004)
- The Libertine (2004)
- Jestem (2005)
- The Glare (2009)
- The Coldest Place on Earth (2010)